# ItAli Airlines
ItAli Airlines was een Italiaanse luchtvaartmaatschappij met thuisbasis in Pescara (stad).

## Geschiedenis
ItAli Airlines werd opgericht in 1984 als Air Columbia. In 2003 werd ze lid van de Aeroservice groep en wijzigde de naam in Trasporti Aerei Italiani TAI. Vanaf 2004 werd de naam ItAli Airlines gevoerd.

## Bestemmingen
ItAli Airlines voerde lijnvluchten uit naar: (juli 2007)
Binnenland:
- Milaan, Rome, Pescara, Turijn, Venetië.

Buitenland:
- Nice

## Vloot
De vloot van ItAli Airlines bestond uit: (september 2011)
- 5 McDonnell Douglas MD-82

In september 2011, was de vloot van ItAli Airlines 25,7 jaar oud.